# Gamelan

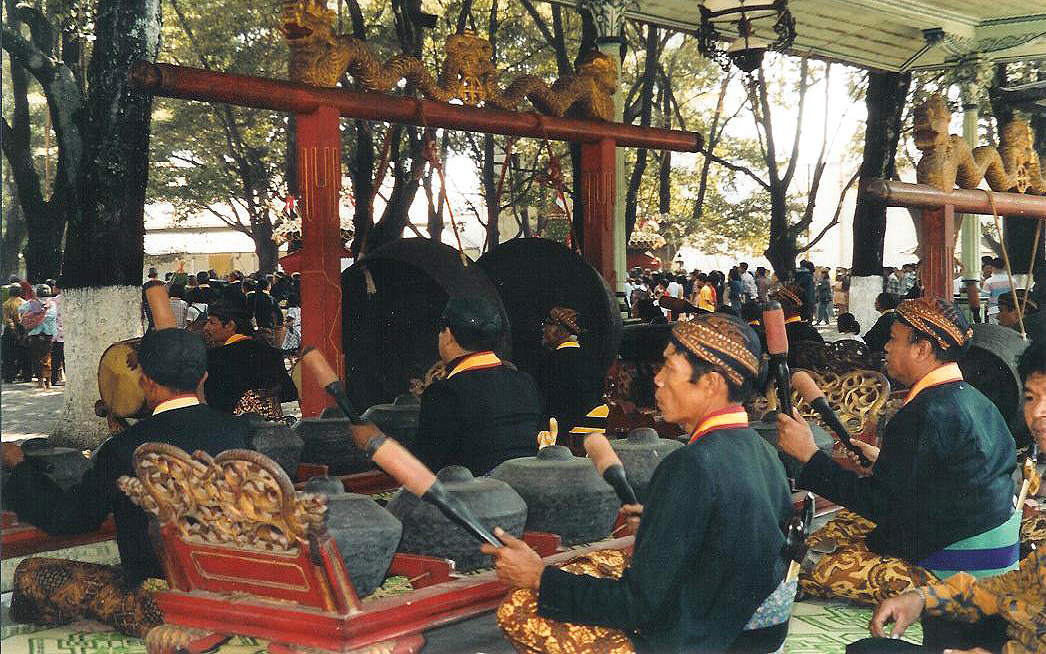
Uitvoering in Surakarta

Gamelan is een traditionele muziekstijl in Indonesië, vooral op de eilanden Java, Madura, Bali en Lombok, en de benaming van zowel de muziekinstrumenten zelf als de bespelersgroep. Een gamelanorkest bestaat voornamelijk uit slaginstrumenten zoals metallofoons (waaronder kulintangs en gongs), xylofoons en drums, maar ook bijvoorbeeld fluiten en strijkinstrumenten. Het is kenmerkend voor de Indonesische volksmuziek.

## Begrippen
De naam gamelan is afgeleid van gamel, een Oud-Javaans woord voor "slaan" of "kloppen", omdat de meeste instrumenten van een gamelan slaginstrumenten zijn. De Indonesische term karawitan is de verzamelnaam voor zowel de Javaanse als de Balinese gamelanmuziek.

## Muzikale kenmerken
De gamelan hanteert een microtonale toonschaal die afwijkt van de in het Westen gebruikelijke gelijkzwevende stemming en maakt gebruik van complexe ritmische structuren. De twee belangrijkste stemmingen zijn pelog en slendro.
Hier een opname van de pelog-toonladder, gespeeld op een gangsa:
- Heeft u problemen met het afspelen van deze bestanden? Zie audiohulp.

## Instrumenten
Een gamelan kan bestaan uit vijf tot veertig instrumenten, waaronder de rebab (tweesnarige luit), de suling (bamboefluit), de kendhang (houten trommel), de bonang, de gender, de saron (xylofoon) en de gambang (xylofoon). Bronzen, koperen en ijzeren slaginstrumenten dateren al van de prehistorie. Wanneer de eerste gamelan is ontstaan, is niet duidelijk. Het hart van de gamelanmuziek wordt gevormd door de grote bronzen gongs, die tot op kilometers afstand te horen zijn. 

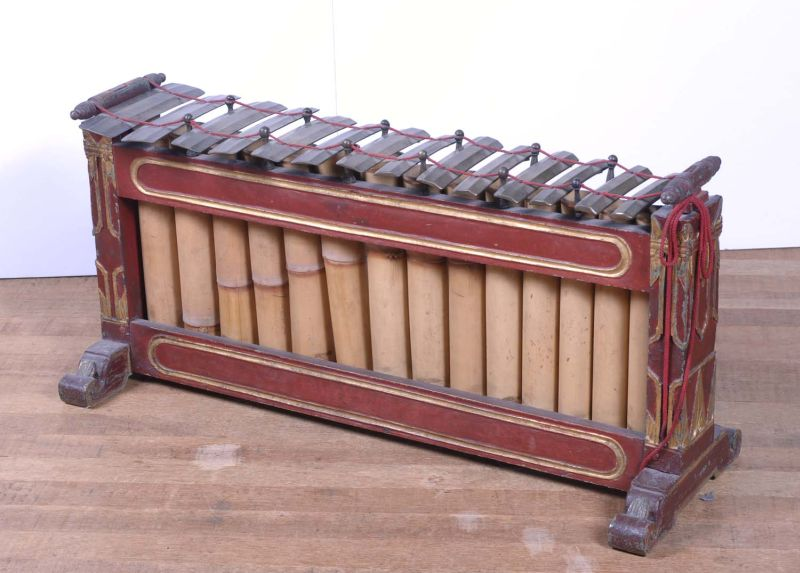
Gendèr Wereldmuseum Amsterdam
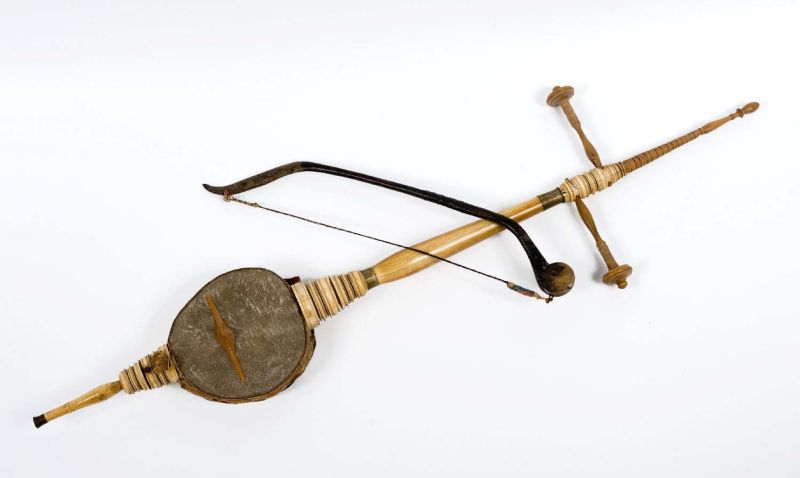
Rebab Wereldmuseum Amsterdam
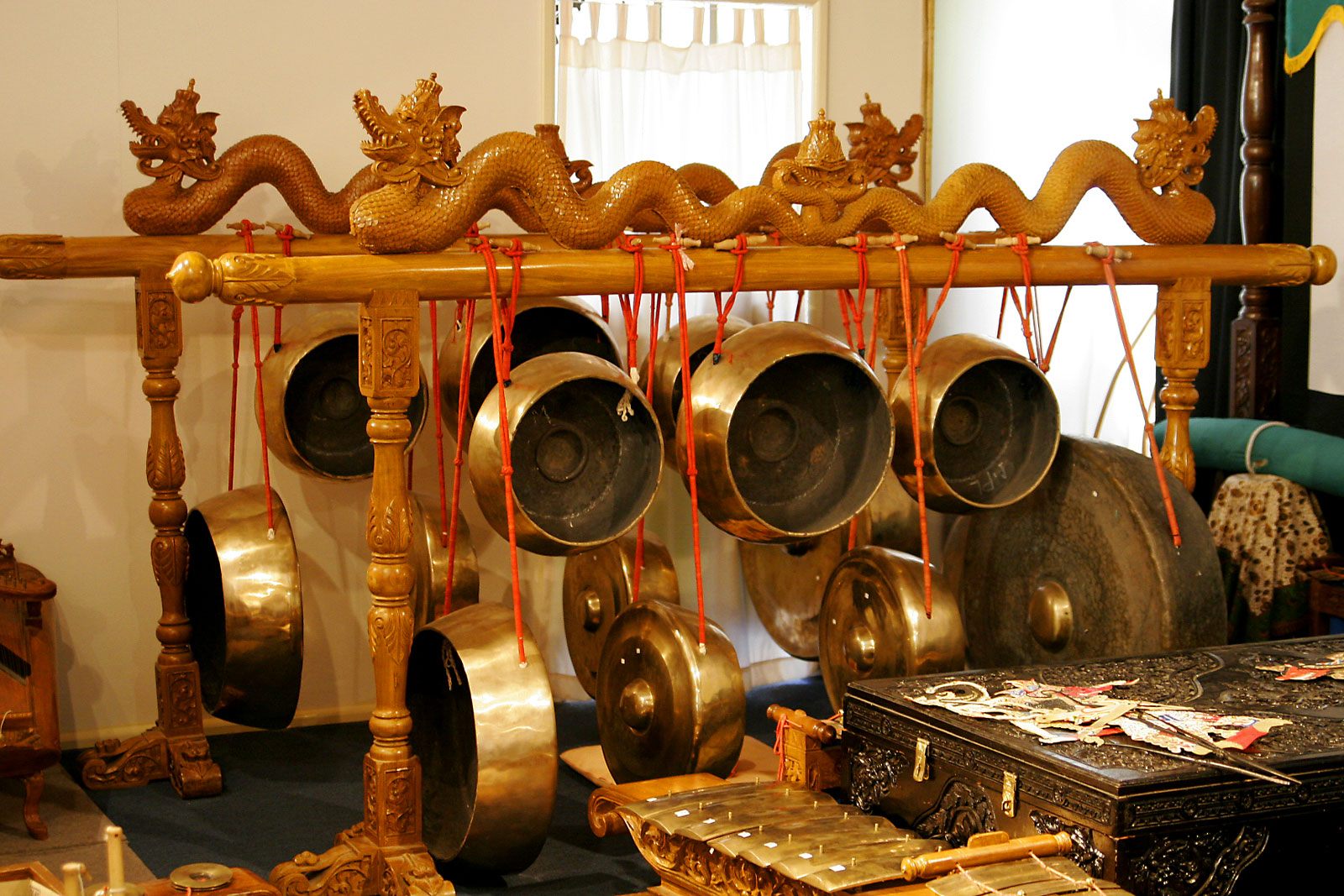
Twee gong-sets van de Javaanse Gamelan: Gong ageng (rechts) — Gong suwukan (links)
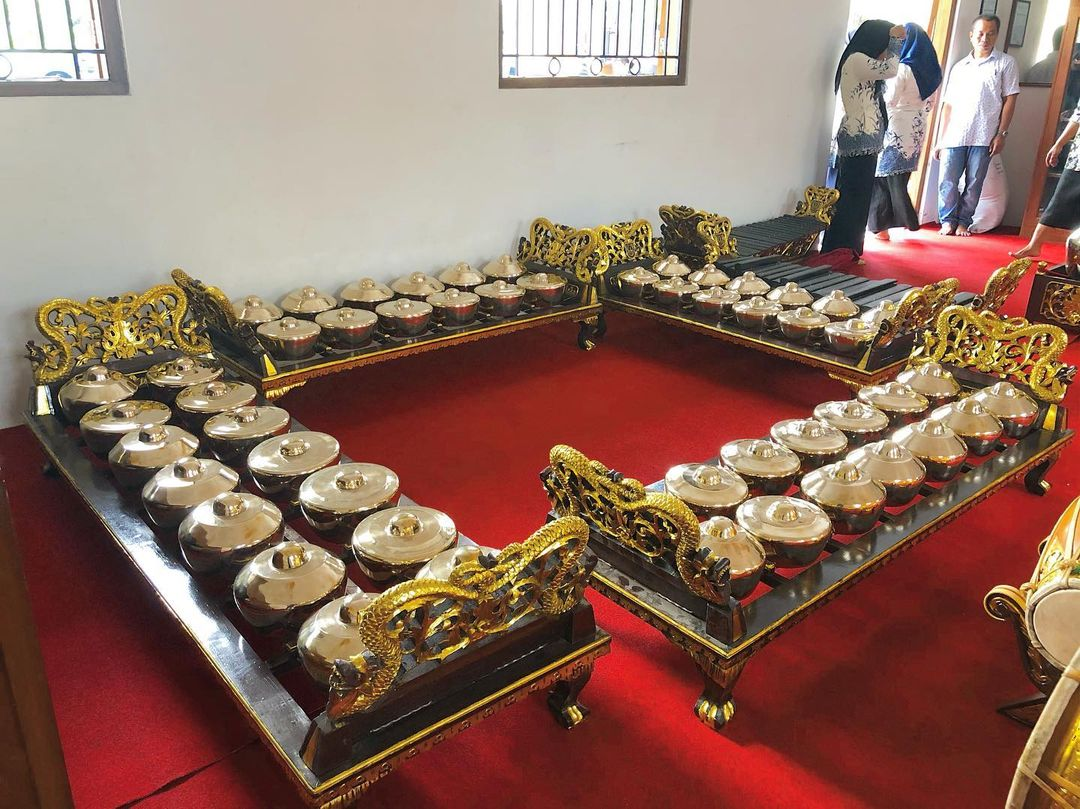
Bonang

## Uitvoering en gezang

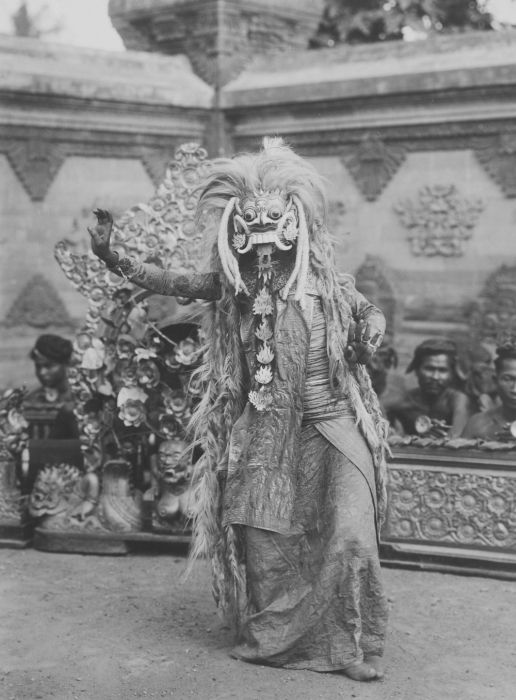
Een Balinese danseres met een masker van Rangda de heks-weduwe tijdens een Calon Arang-dansvoorstelling met gamelan
Wereldmuseum Amsterdam

De orkesten zorgen vaak voor de muzikale begeleiding van dans-, theater- en met name wajangvoorstellingen. Sinds de 19e eeuw komen er ook, vooral vrouwelijke (pesinden), zangpartijen voor in de gamelan. De teksten van de gezangen zijn in een archaïsche of literaire taal geschreven en daardoor zelfs voor de Indonesiërs moeilijk te begrijpen. Er wordt geen bladmuziek gebruikt, maar de meeste composities of gendhing zijn nauwkeurig vastgelegd.
Vroege opnames van gamelan zijn van de etnomusicoloog Jaap Kunst die in de jaren 1920 gefascineerd raakte door gamelan en hier uitvoerig onderzoek naar deed.

## Kenmerken van de Balinese gamelan
De Balinese gamelanmuziek verschilt sterk van de Javaanse. De Balinese vorm kent schrille tonen en levendige ritmes, de Javaanse vorm daarentegen heeft langzame, afgemeten klanken. Balinese gamelanmuziek typeert zich door met name syncopische ritmes in een hoog tempo. Kenmerkend is het sangsit-spel. Sangsit-spelers spelen hetzelfde patroon, maar dan net wat later dan de melodiespeler. De melodiepartij wordt verdubbeld. Het instrumentarium wordt vervaardigd in de districten (Kabupaten) Klungkung en Buleleng. De grote gongs worden meestal geïmporteerd vanuit het Javaanse Solo (Surakarta).